# Ekocentrum

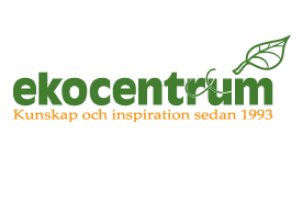
Ekocentrum logo

Stiftelsen Ekocentrum är en stiftelse som arbetar med att sprida kunskap och inspiration i hållbarhetsfrågor. Stiftelsen grundades 1993 och är baserad i Göteborg.

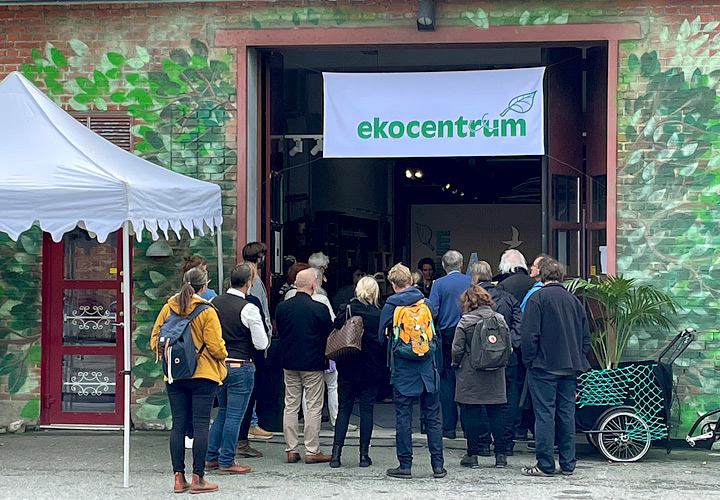
Utanför utställning

Ekocentrum har en permanent utställning i lokaler i Göteborg, som besöks av mellan 18 000 och 20 000 personer årligen, och visar olika exempel på att ställa om till mer hållbar utveckling.
Ekocentrum har sedan starten 1993 drivits utan bidrag och finansieras genom intäkter från utbildningskunder och utställare.
När Toyota 2006 fick Göteborgs kommuns miljöpris så valde man att skänka prispengarna på 1 miljon kronor till Ekocentrum.
Ekocentrum är från och med den 30 september 2021 utfärdare av ett eget miljödiplomeringsmetod utifrån kraven från Svensk miljöbas, en miljöstandard upparbetad av föreningen SUSA – Sustainable Standards (tidigare Svensk Miljöbas). Certifieringen använder en miljöledningsmetod med fokus på verksamhetens omställning till cirkulär ekonomi. Stiftelsen Ekocentrum håller miljö- och hållbarhetsutbildningar för verksamheter som vill miljödiplomera sig eller få inspiration för sitt miljöarbete.